# Streifenliest

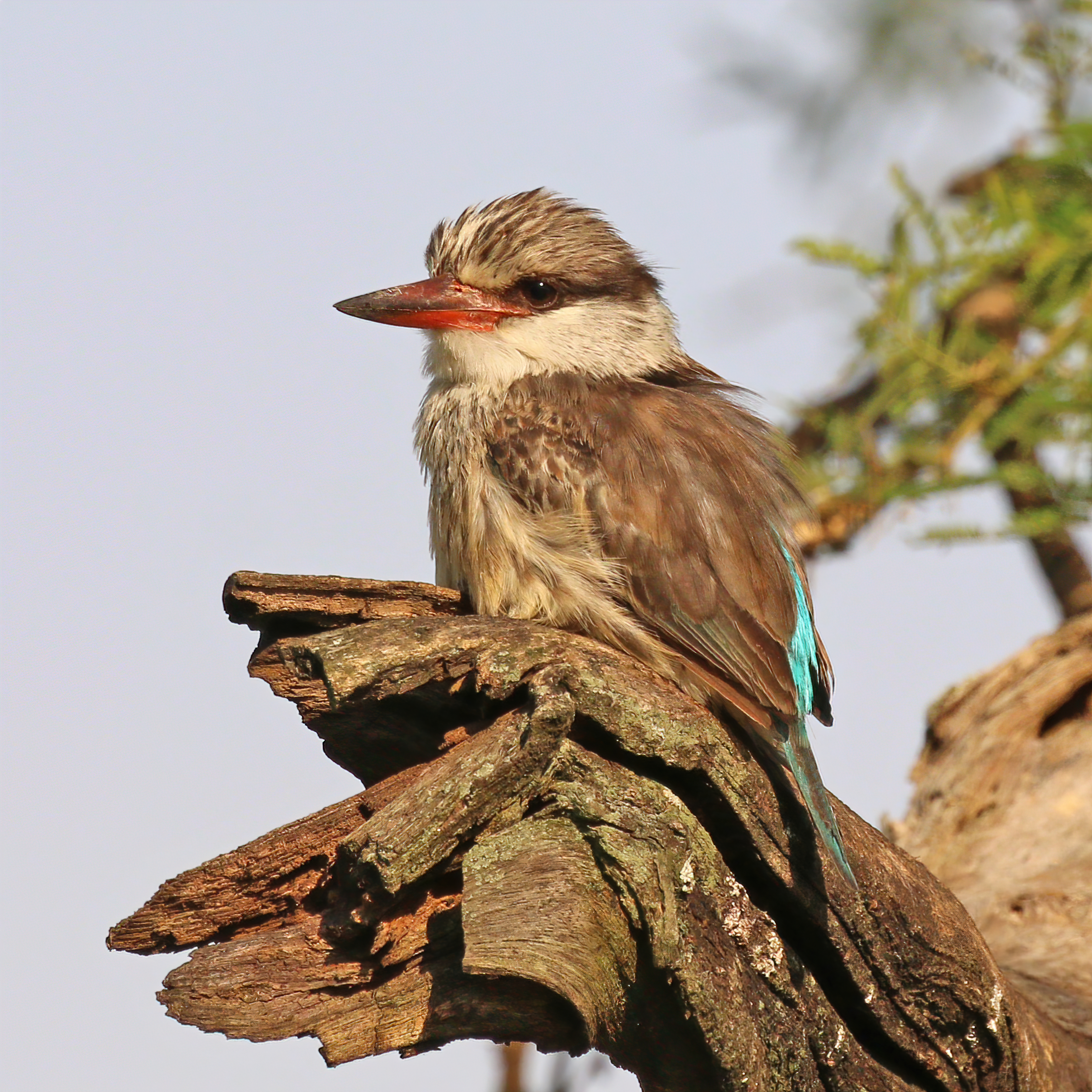
Juveniler Streifenliest

Der Streifenliest (Halcyon chelicuti) ist ein Vogel aus der Familie der Eisvögel (Alcedinidae).
Die Art wurde zuerst von Edward Lord Stanley im Buch Salt's Voyage to Abyssinia im Jahre 1814 als „Chelicut Kingfisher“ Alaudo Chelicuti beschrieben.
Der Name der Spezies chelicuti leitet sich von Chelicut in Äthiopien ab, dem Ort an welchem Stanley das Typusexemplar fand.
Es handelt sich bei ihm um einen sehr territorialen Vogel, der keine Artgenossen in seinem Revier duldet.
Sein Territorium kann bis zu 3 Hektar und 100 große Bäume umfassen.
Er überwacht sein Revier von einem Baumwipfel und zwitschert ununterbrochen bis in den Nachmittag hinein.

## Merkmale
Der Streifenliest der Subspezies H. c. chelicuti misst im Durchschnitt 16 bis 18 cm von Schnabelspitze bis Schwanz.
Altvögel haben ein graubraunes Obergefieder, die Rücken- und Schwanzfedern sind metallisch-blau.
Bauch und Nacken sind weiß, der Scheitel oberhalb der Augen ist grau-weiß gestreift.
Schnabelspitze und Oberschnabel sind schwarz, sonst ist sein Schnabel rotorange-farben.

## Vorkommen
Die Art ist in Afrika südlich der Sahara weit verbreitet. In dichten Waldgebieten (insbesondere im Kongobecken) fehlt sie jedoch.

Der Streifenliest bevorzugt offene Wald- und Buschlandschaften sowie die offene Savanne.
Es gibt zwei Unterarten:
- H. c. chelicuti (Stanley, 1814)[7]
- H. c. eremogiton (Hartert, E, 1921)[8][9] in den nördlichen Wüstengebieten Zentral-Malis bis zum Weißen Nil und dem östlichen Sudan.[10] Im südlichen Mali kommt es zu Vermischungen mit der anderen Unterart.[11]

Halcyon damarensis Strickland, 1852 wird heute als Synonym zur Nominatform betrachtet.

## Nahrung
Der Streifenliest ernährt sich überwiegend von Heuschrecken gefolgt von weiteren Großinsekten.
Kleine Eidechsen, Schlangen und Nager werden gelegentlich auch erbeutet.
Als Ansitzjäger lauert er seinen Opfern aus etwa 3 m Höhe auf.